# Darius le Mède
Darius le Mède est un personnage du livre de Daniel, où il est décrit comme roi, et comme ayant hérité du royaume de Babylone après la prise de sa capitale par l’armée de Cyrus II en 539 av. J.-C.

## Description
La majorité des spécialistes actuels le considère comme une fiction littéraire, possiblement influencée par Darius Ier, roi de Perse, qui régna plus tardivement.
Il y a eu diverses tentatives d’identification avec des personnages historiques, dont notamment un supposé Cyaxare II, fils d’Astyage, abondamment mentionné par Xénophon dans sa Cyropédie mais absent d’autres sources, et considéré comme fictif par la majorité des historiens d’aujourd’hui.